# Tamoya gargantua
Tamoya gargantua is een tropische dooskwal uit de familie Tamoyidae. De kwal komt uit het geslacht Tamoya. Tamoya gargantua werd in 1880 voor het eerst wetenschappelijk beschreven door Haeckel. 